# Маркин, Вячеслав Николаевич
Вячесла́в Никола́евич Ма́ркин (6 сентября 1934, Нолинск, Горьковский край, РСФСР, СССР) — старший инженер, заместитель начальника и начальник конструкторского бюро Марийского машиностроительного завода (1958―1999). Лауреат Государственной премии СССР (1977). Член КПСС с 1965 года.

## Биография
Родился 6 сентября 1934 года в городе Нолинск ныне Кировской области.
В 1952 году окончил с серебряной медалью среднюю школу № 7 города Йошкар-Олы, в 1958 году — МАИ.
В 1958—1999 годах — старший инженер, заместитель начальника и начальник конструкторского бюро Марийского машиностроительного завода. Был главным конструктором отдельных систем и одним из разработчиков зенитно-ракетного комплекса С-300.  
В 1977 году ему присуждена Государственная премия СССР. В 1991 году ему присуждено почётное звание «Заслуженный рационализатор Марийской АССР».

## Звания и награды
- Государственная премия СССР (1977)[1]
- Заслуженный рационализатор Марийской АССР (1991)[1]